# Muktikā Upaniṣad
Muktikā Upaniṣad ou Muktikopaniṣad est l'une et dernière des 108 upaniṣad. Celle-ci est antérieure au XVIIe siècle et recense 108 upaniṣad réparties en cinq catégories. La Muktikā Upaniṣad est classée dans le groupe des upaniṣad générales.

## Catégories
Dans cette Upaniṣad, nous trouvons:
- 10 upaniṣad associées au Ṛgveda.
- 19 upaniṣad associées au Shukla Yajurveda (blanc).
- 32 upaniṣad associées au Krishna Yajurveda (noir).
- 16 upaniṣad associées au Sāmaveda.
- 31 upaniṣad associées au Atharvaveda.